# Kanturk

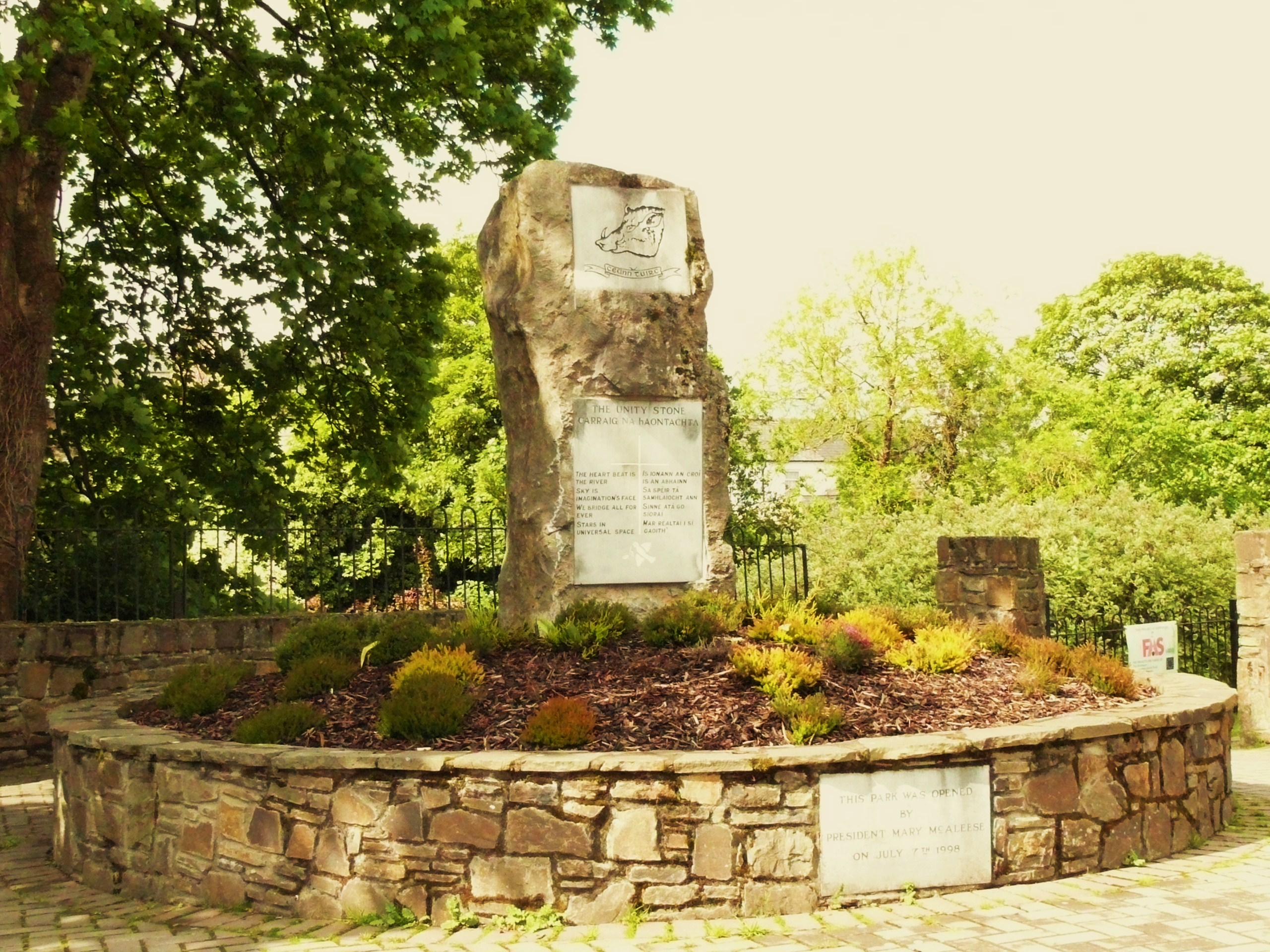
Unity Stone i Kanturk Unity Park.

Kanturk (iriska: Ceann Toirc) är ett samhälle i den nordöstra delen av grevskapet Cork i Republiken Irland. Kanturk är beläget vid platsen där floderna Allow och Dallow möts.
Namnet Kanturk kommer från gaeliskans (iriskans) Ceann Toirc, som betyder vildsvinets huvud (Head of Boar). Det beror antingen på att Kanturks stad på kartan anses se ut som ett vildsvinshuvud, eller på att det enligt sägnen var här Irlands sista vilda vildsvin sköts. I staden finns ett litet monument, precis vid infarten till Supervalu, med en bild av ett vildsvinshuvud och texten "Last boar slain" – Sista vildsvinet slaktat. 
I Kanturk hålls varje år en vildsvinsfestival med musik och marknadsstånd. Staden har en stor boskapsmarknad som lockar boskapsägare från när och fjärran.